# Ng On-yee
Ng On-yee (n. 17 de noviembre de 1990) es una jugadora de snooker hongkonesa.

## Biografía
Nació en el Hong Kong británico en 1990. Es jugadora profesional de snooker desde 2021. Además, ha ganado el Campeonato Mundial de Snooker Femenino en tres ocasiones: 2015, 2017 y 2018. No ha logrado, hasta la fecha, hilar ninguna tacada máxima en competición profesional.